# Ina Brouwer

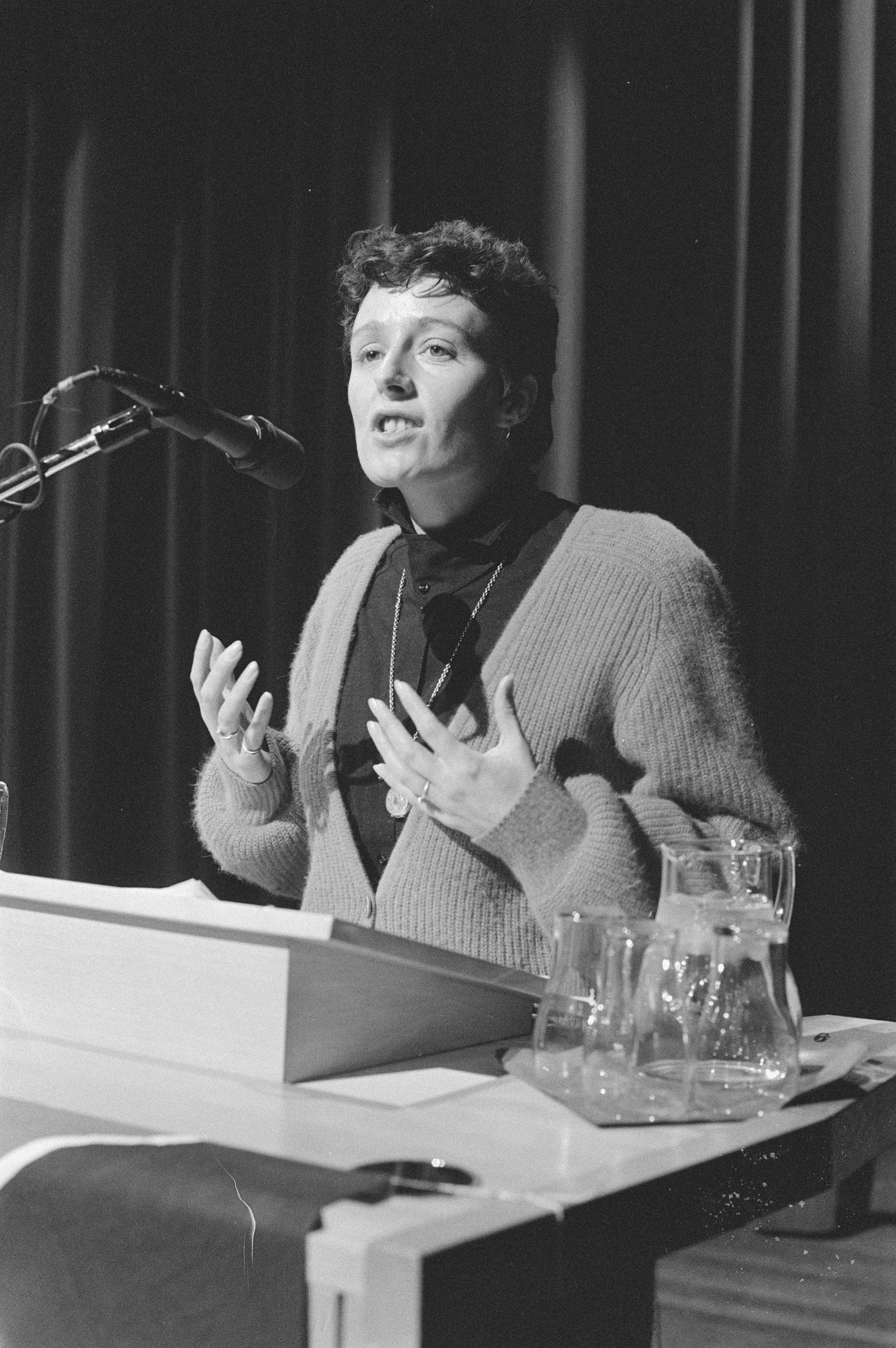
Ina Brouwer, 1985

Ina Brouwer (* 11. April 1950 in Rotterdam) ist eine niederländische Rechtsanwältin und Politikerin der Partij van de Arbeid (PvdA).

## Leben
Brouwer studierte Rechtswissenschaften an der Reichsuniversität Groningen. Von 1973 bis 1991 war Brouwer Mitglied der Communistischen Partij van Nederland (CPN). Von 1982 bis 1991 war Brouwer Parteivorsitzende der CPN. Von 1981 bis 1986 war Brouwer Abgeordnete in der Zweiten Kammer der Generalstaaten. Von 1991 bis 2006 war Brouwer Mitglied der neu gegründeten Partei GroenLinks. Von 1989 bis 1994 war Brouwer Abgeordnete der Zweiten Kammer der Generalstaaten für GroenLinks. Brouwer war als Nachfolgerin von Peter Lankhorst 1994 Parteivorsitzende der GroenLinks; ihr folgte im Amt Paul Rosenmöller. Seit 2007 ist Brouwer Mitglied der Partij van de Arbeid (PvdA).